# Sint Maartenspoort (buurt in Maastricht)
Sint Maartenspoort is een woonwijk in de Nederlandse stad Maastricht. Het is een van de 44 officiële buurten binnen de Gemeente Maastricht en tevens een van de zeven centrumbuurten.

## Ligging
Sint Maartenspoort ligt ingeklemd tussen de rivier de Maas in het westen en het spoorwegemplacement in het oosten. Aan de noordkant vormt de oostelijke oprit naar de Noorderbrug de uiterste grens, in het zuiden is dat de Wilhelminabrug, de Wilhelminasingel en de Sint Maartenslaan. Wyck, Wyckerpoort en Limmel zijn omliggende buurten. De oostelijke grens behoeft enige precisering: deze loopt min of meer in het midden van het spoorwegemplacement. Ter hoogte van de splitsing van het emplacement in de lijnen Maastricht-Venlo en Maastricht-Hasselt loopt de grens tussen Sint Maartenspoort en Wyckerpoort in een verticale lijn omhoog tussen deze spoorlijnen, om bij de Nieuweweg aan te sluiten op het Noorderbrugtracé. Van de zuidelijke grensstraten behoort de Sint Maartenslaan in zijn geheel, inclusief rijbaan, parkeerstroken en voetpaden aan beide zijden van de straat, tot de buurt Sint Maartenspoort, met uitzondering van de aan de zuidzijde van die straat gelegen percelen, die bij Wyck horen. Voor de Wilhelminasingel geldt het tegenovergestelde: deze straat behoort in zijn geheel bij Wyck, met uitzondering van de aan die straat grenzende panden met huisnummers 1 t/m 39, die bij Sint Maartenspoort horen. De Wilhelminabrug en de Noorderbrug verbinden Sint Maartenspoort met de op de westelijke Maasoever gelegen buurten Binnenstad en Boschstraatkwartier.
Sint Maartenspoort bestaat uit vier delen:
- Sterrepleinbuurt (tussen Sint Maartenslaan en Sint Antoniuslaan rondom het Sterreplein)
- Tuindorp Sint Maartenspoort, vroeger Roed Dörp genoemd (ten noorden van de Sint Antoniuslaan)
- het noordelijk deel, spoorwegemplacement en detailhandelslocatie (ten noorden van Antonius Bieleveldstraat)
- de westelijk van de Franciscus Romanusweg gelegen strook: de Griend

## Geschiedenis en naamgeving

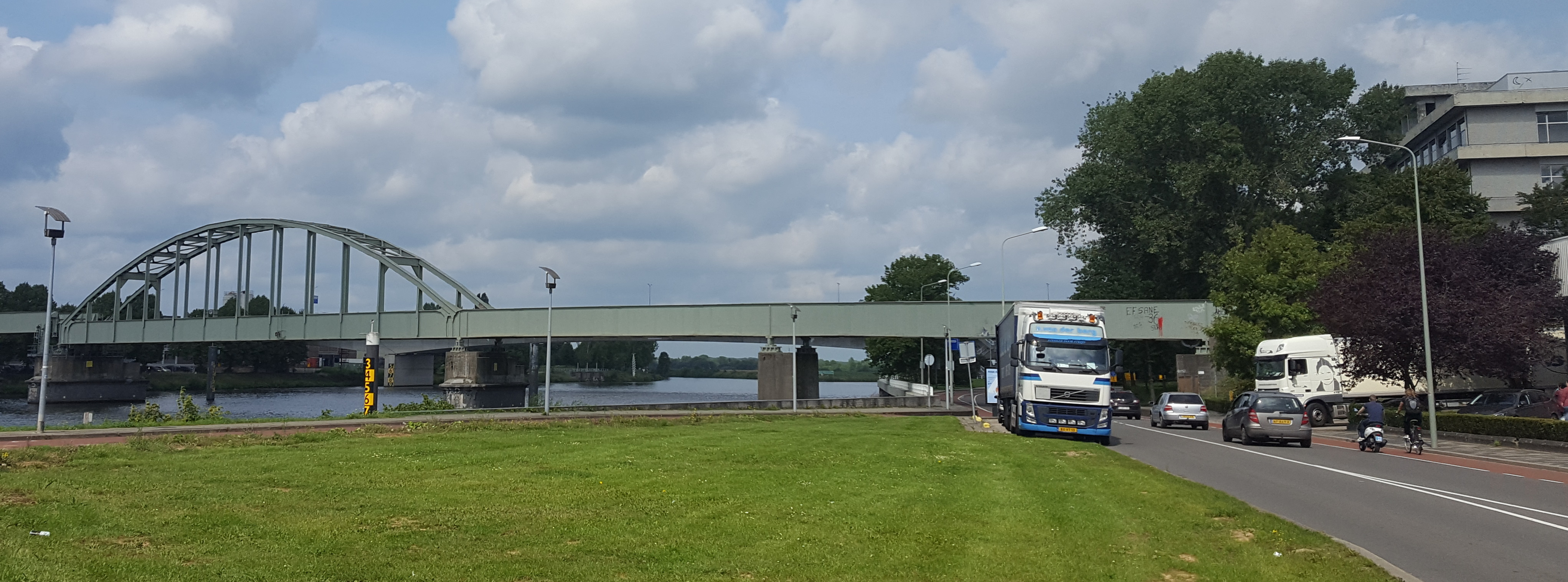
Franciscus Romanusweg en spoorbrug

De naam verwijst naar de Sint-Maartenspoort, de van oorsprong middeleeuwse stadspoort die iets ten noorden van de Sint-Martinuskerk stond.
Hoewel Sint Maartenspoort tegenwoordig bij het centrum gerekend wordt, hoorde het niet tot het historische grondgebied van de stad Maastricht. De stadsmuur van Wyck volgde het tracé van de huidige Sint-Maartenslaan. Wel is de Sterrepleinbuurt gebouwd op de gesloopte buitenwerken van Wyck, maar daarvan is in dit deel van de stad niets bewaard gebleven. Alleen de straatnamen Turennestraat en Hertellplein herinneren nog aan het militaire verleden van dit gebied.

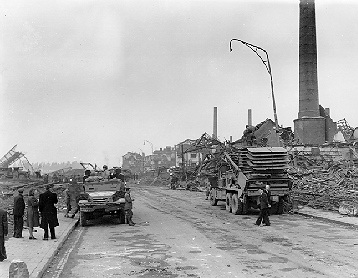
Franciscus Romanusweg in 1944 met restanten spoorbrug (links) en verwoeste Remafabriek (rechts)

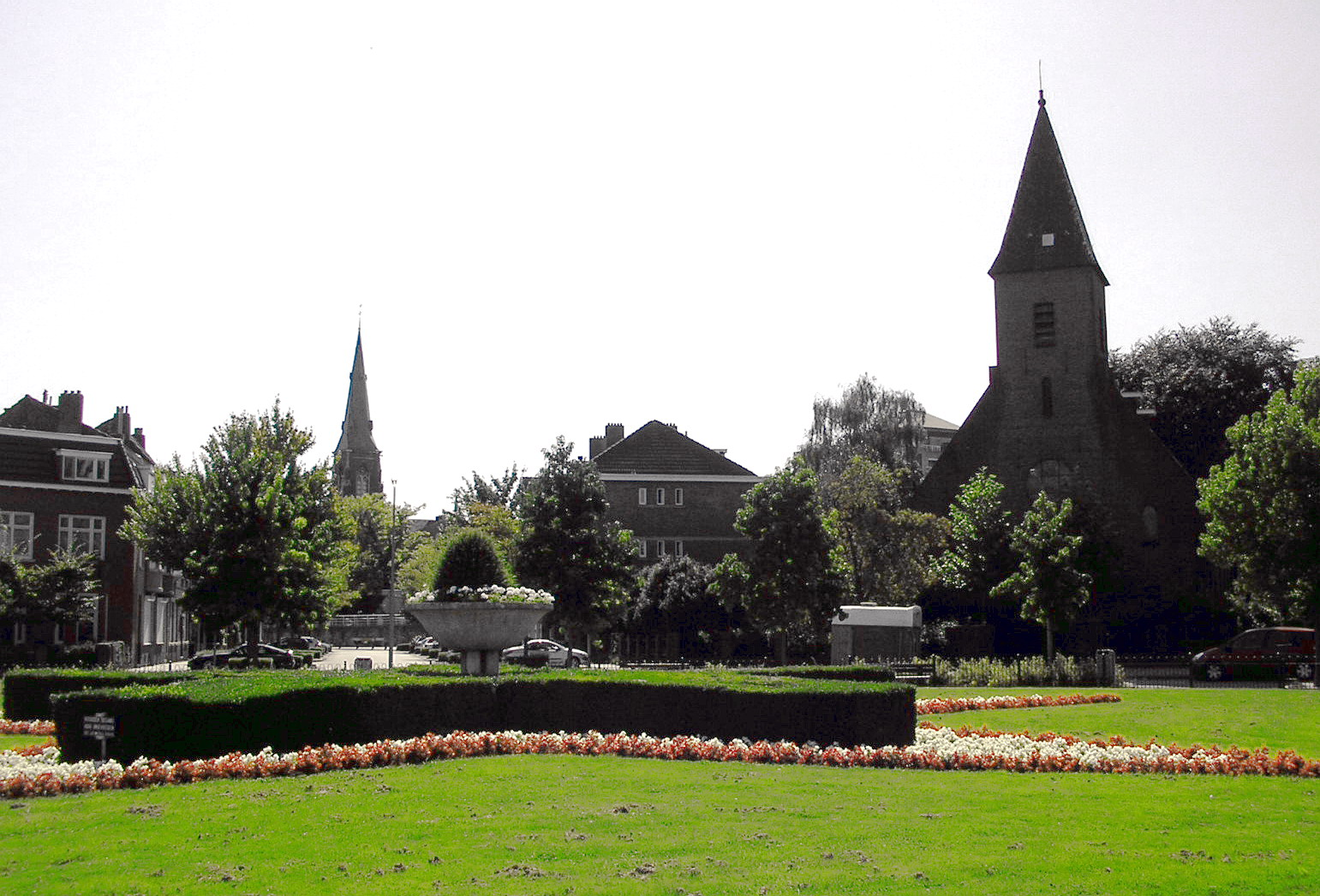
Sterreplein met plantsoen en vm. gereformeerde kerk

In 1856 kwam de Spoorbrug Maastricht gereed. In 1880 vestigde zich aan de noordzijde van de brug de Maastrichtsche Zinkwit Maatschappij, een chemische fabriek. Aan de zuidzijde verrees vanaf 1888 de vloertegelfabriek van Alfred Regout, later Rema genaamd. Beide fabrieken werden bij een bombardement op de spoorbrug door de Amerikaanse luchtmacht in augustus 1944 vrijwel geheel verwoest.
De Griend ontstond pas eind 19e eeuw nadat het westelijk deel van het Sint-Antoniuseiland was afgegraven en de daarbij vrijgekomen aarde was gebruikt om de aan de oostzijde van het eiland lopende Maas-arm te dempen. Na de Tweede Wereldoorlog werd hier een helihaven aangelegd voor de helikopterverbinding van Maastricht met de Brusselse luchthaven Zaventem, door de Belgische luchtvaartmaatschappij Sabena (1953-1966). In de jaren 1970 verrees hier de Eurohal, de voorloper van het MECC. Na de sloop van de Eurohal werd er tussen 1996 en 1999 het Griendpark met een ondergrondse parkeergarage aangelegd.
Vrijwel heel de woonwijk Sint Maartenspoort is gebouwd tussen 1910 en 1925. De Sterrepleinbuurt was een protestantse enclave in katholiek Maastricht, met een gereformeerde kerk (de Sterrepleinkerk), een school (Suringarschool) en een verenigingsgebouw. De arbeiderswoningen in de omgeving van de Van den Berghstraat en in het tuindorp Sint Maartenspoort ('Roed Dörp') werden gebouwd door de van oorsprong socialistische woningbouwvereniging Beter Wonen. Bij het eerder genoemde Amerikaanse bombardement van de spoorbrug op 18 augustus 1944 werd een deel van het Roed Dörp verwoest en kwamen hier (en in het op de westelijke oever gelegen Quartier Amélie) circa 100 mensen om het leven. Een monument op het Schildersplein herinnert hieraan.

## Voorzieningen

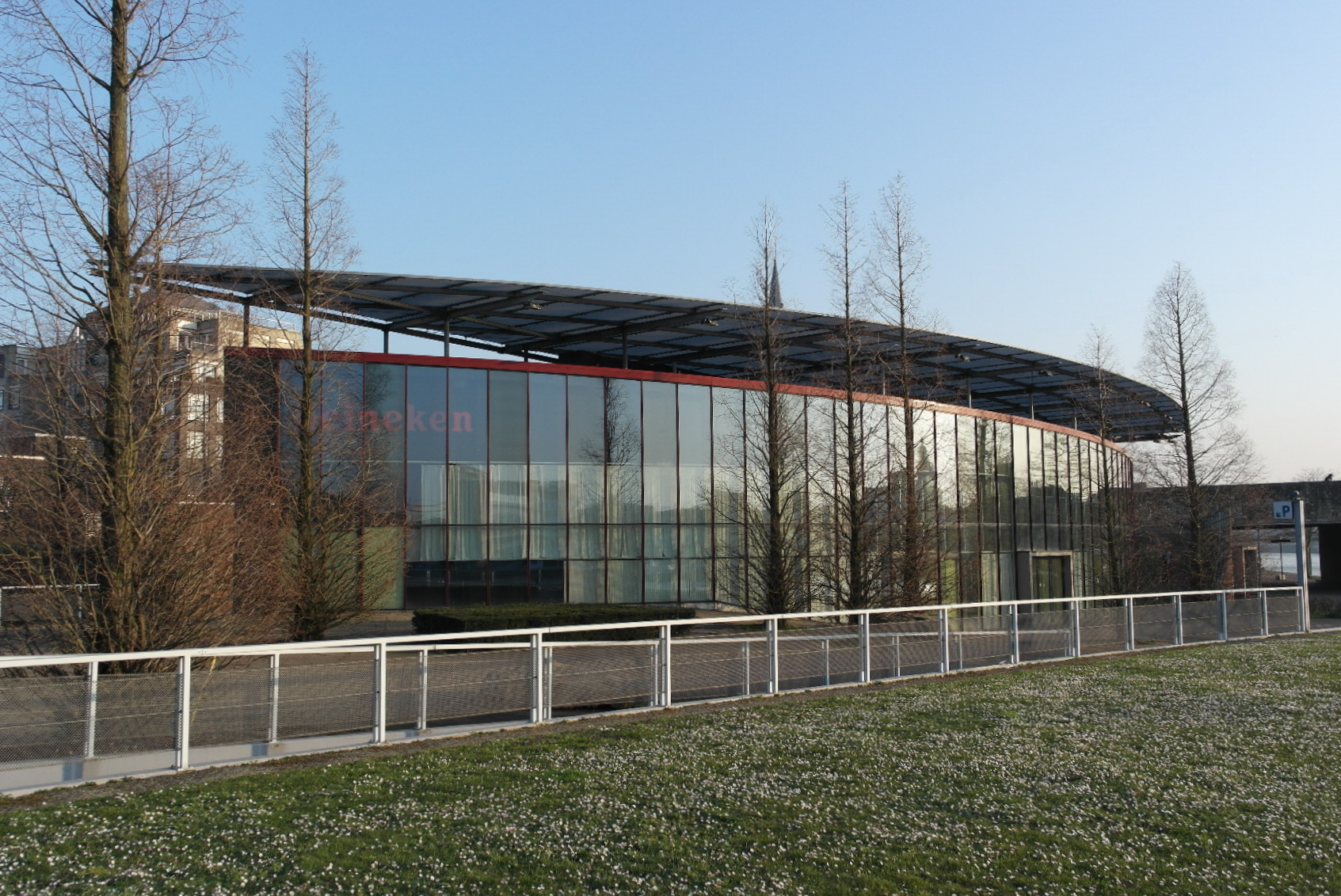
Platte Zaol

Aan de noordzijde van de Tuinwijk Sint Maartenspoort ligt een winkelcentrum met een supermarkt en enkele winkels met een bovenstedelijke functie. In dit deel wordt het voormalige Rijkskantorengebouw, een gemeentelijk monument aan de François de Veijestraat (1987) en korte tijd hoofdkantoor van de Provinciale Limburgse Elektriciteits-Maatschappij, anno 2020 verbouwd tot asielzoekerscentrum voor maximaal 650 personen. In het Griendpark bevinden zich onder andere een skatebaan, een jeu de boulesbaan en een voetbal- en basketbalkooi (SPOT).
De Platte Zaol (Maastricht Music Hall, thans Complex) en de Euroscoop bevinden zich beide in het zuidelijk deel van Sint Maartenspoort. Laatstgenoemde bioscoop, aanvankelijk Minerva-bioscoop, later Pathé en Euroscoop, sloot op 1 april 2020 zijn deuren. In 2021 maakte chemiebedrijf DSM bekend dat het internationale hoofdkantoor eind 2023 overgeplaatst wordt van Heerlen naar Maastricht. Daartoe worden de oude Ambachtsschool en de leegstaande Euroscoop verbouwd tot een energieneutraal en circulair gebouw met ontmoetingsruimten en circa 400 flexplekken voor de ruim 700 medewerkers van het bedrijf.
Sint Maartenspoort is goed bereikbaar met het openbaar vervoer. Het Station Maastricht ligt vlakbij en een groot aantal bussen heeft een halte in de Sint Maartenslaan. Door de nabijheid van de binnenstad is de parkeerdruk groot. Onder het Griendpark bevindt zich een grote parkeergarage.

## Architectuur en stedenbouw

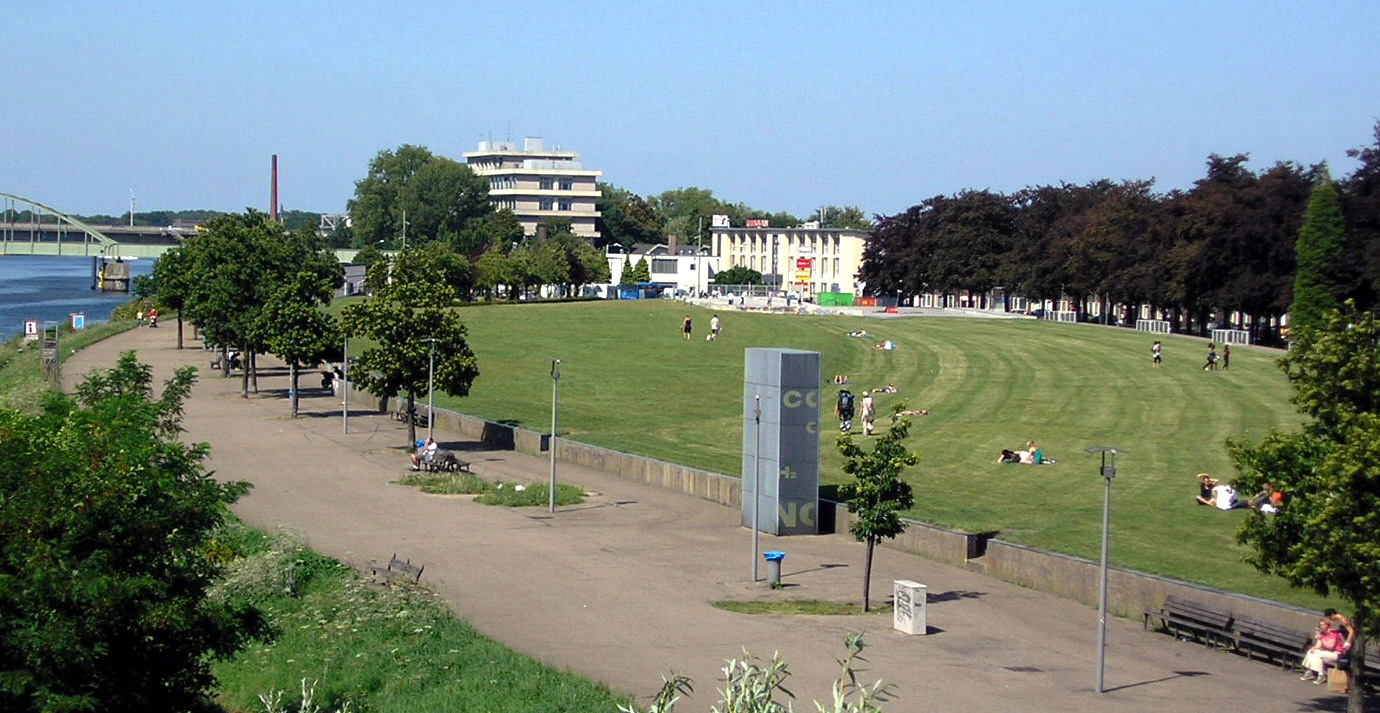
Griendpark

Sint Maartenspoort telt 30 rijksmonumenten en 114 gemeentelijke monumenten. In de buurt liggen een aantal opmerkelijke gebouwen en ensembles. Aan de Sint Maartenslaan ligt de voormalige Ambachtschool in Hollandse Neorenaissancestijl uit 1911. De woningbouwcomplexen van de vereniging "Beter Wonen" in de Sterrepleinbuurt (Van den Berghstraat en omgeving) en het tuindorp van Sint Maartenspoort ('Roed Dörp') werden begin jaren 1920 ontworpen door het Amsterdamse architectenbureau Gulden & Geldmaker. Ze tonen de kenmerken van de Amsterdamse School. Een belangrijk monument van het nieuwe bouwen is het seinhuis uit 1932 van Sybold van Ravesteyn op het spoorwegemplacement, een rijksmonument.
Tussen het Sterreplein en de Griend ligt een kleine 'protestantse wijk' met onder andere de voormalige Gereformeerde Kerk (Johannes Kortlang, 1926). De kerk zelf is weinig opvallend. Het vlakbij gelegen protestants tehuis (Alphons Boosten, 1931), met een kleuterschool, ontspanningsruimten en een toneelzaal, is gebouwd in zakelijk expressionistische stijl. Van het Sportfondsenbad (Wolter Bakker, 1933-1934) resteert slechts een deel. De Suringarschool (H. de Ronde en W. de Vrind, 1922-1923) is geïnspireerd op de stijl van de Amsterdamse School.
Meer recente bouwwerken zijn te vinden langs de oprit naar de Wilhelminabrug: de bioscoop Euroscoop met een kenmerkende glazen gevel, de Maasresidentie van Jan Dautzenberg en de Platte Zaol (deels onder de brug).

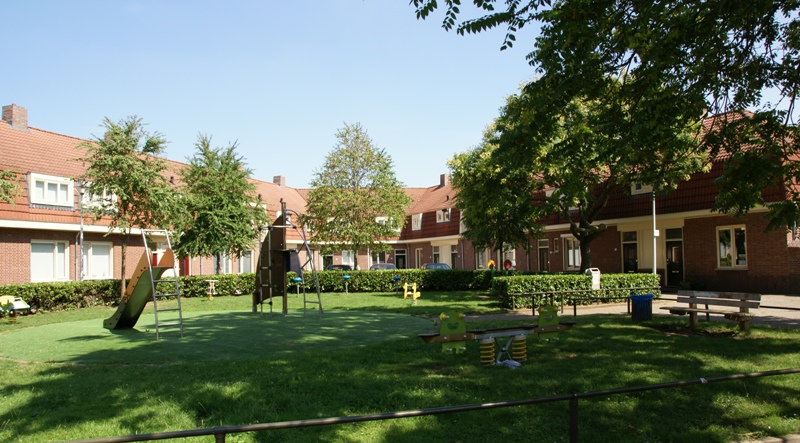
'Roed Dörp'
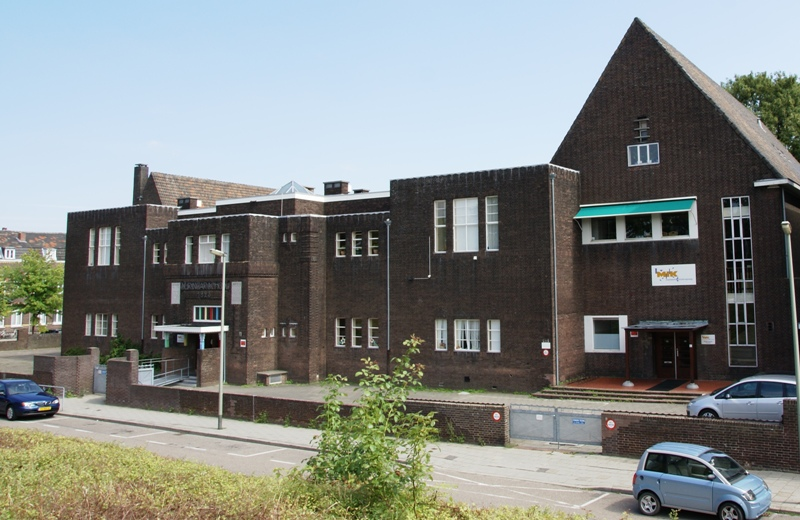
Suringarschool
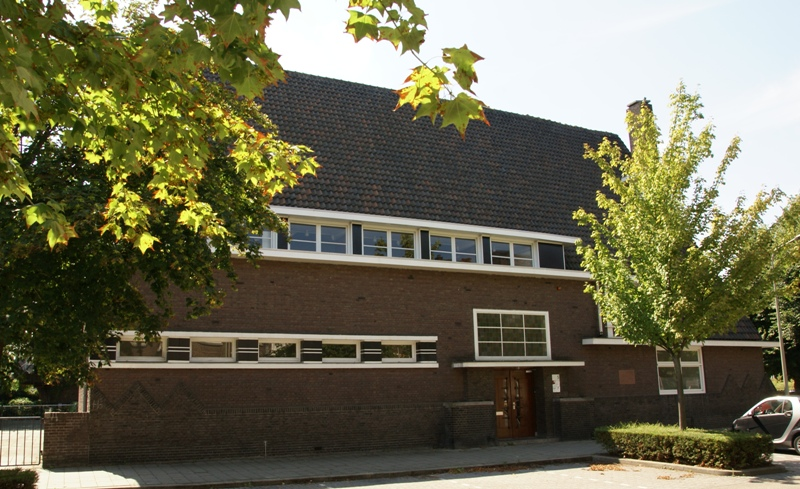
Protestants tehuis
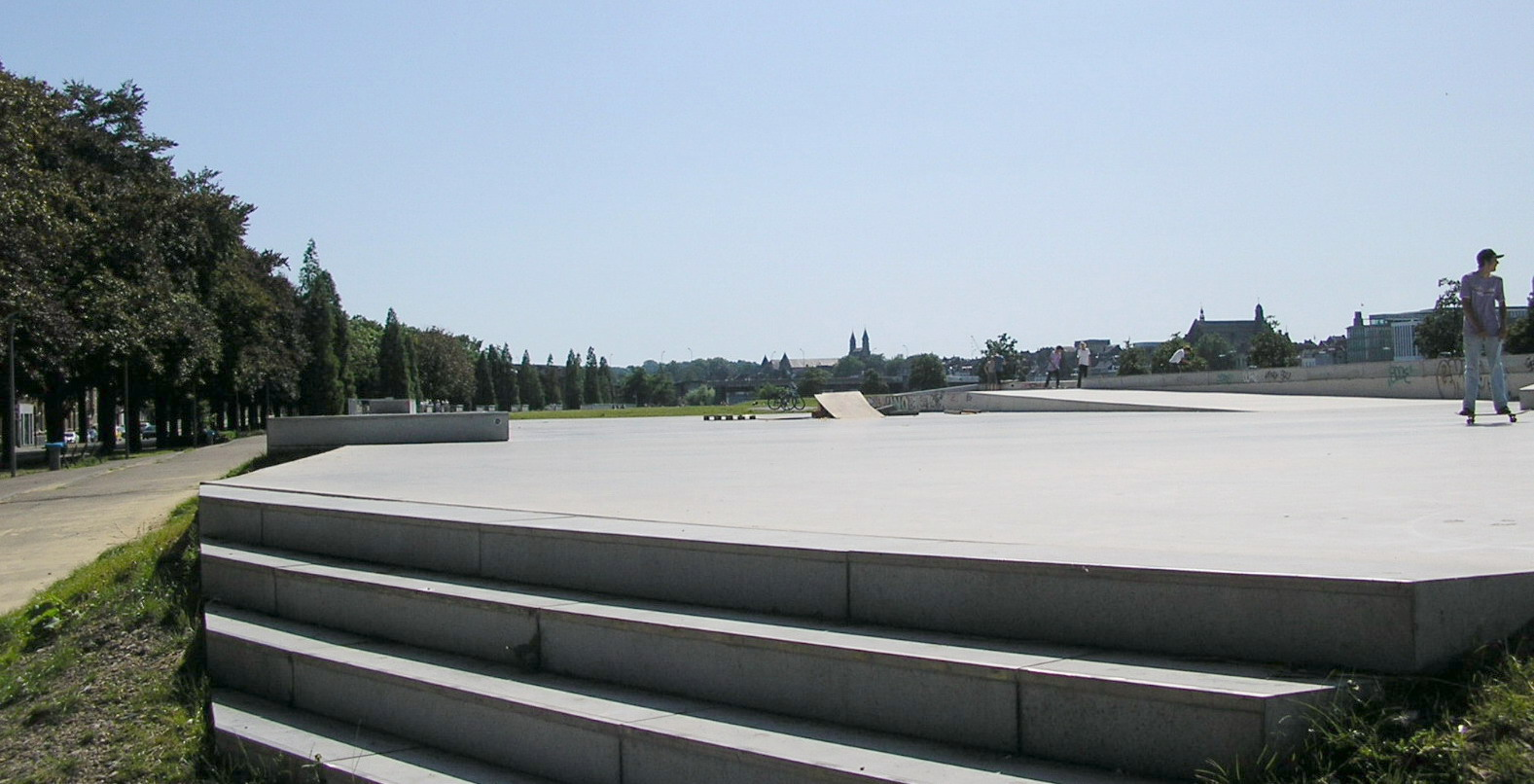
Skatepark Griendpark